# Nunatak Dalmedo
Nunatak Dalmedo är en nunatak i Antarktis. Den ligger i Västantarktis. Argentina, Chile och Storbritannien gör anspråk på området. Toppen på Nunatak Dalmedo är 80 meter över havet.
Terrängen runt Nunatak Dalmedo är kuperad åt nordväst, men åt sydost är den platt. Trakten är obefolkad. Det finns inga samhällen i närheten.